# Visconde do Rio Branco (Minas Gerais)
Visconde do Rio Branco, amtlich portugiesisch Município de Visconde do Rio Branco, ist eine brasilianische Gemeinde im Bundesstaat Minas Gerais. Die Bevölkerung wurde zum 1. Juli 2021 auf 43.351 Einwohner geschätzt, die Rio-Branquenser genannt werden und auf einer Gemeindefläche von rund 243,4 km² leben. Sie liegt in der Region Zona da Mata Mineira. Die Entfernung zur Hauptstadt Belo Horizonte beträgt 292 km.

## Namensherkunft
Die Gemeinde ist zu Ehren von José Maria da Silva Paranhos Júnior, Visconde do Rio Branco, benannt.

## Geographie
Angrenzende Gemeinden sind São Geraldo, Guiricema, Ubá, Guidoval, Divinésia und Paula Cândido.
Das Biom ist Mata Atlântica.